# Thug Life
Thug Life var en amerikansk hiphop-gruppe, der bestod af 2Pac, Stretch, Big Syke, Mopreme, Macadoshis, The Rated R. De udgav et album i 1994: Thug Life: Volume 1, før de blev opløst efter Tupac døde den 13. september 1996.
 Der er for få eller ingen kildehenvisninger i denne artikel, hvilket er et problem. Du kan hjælpe ved at angive troværdige kilder til de påstande, som fremføres i artiklen.